# 콜드스톤 크리머리

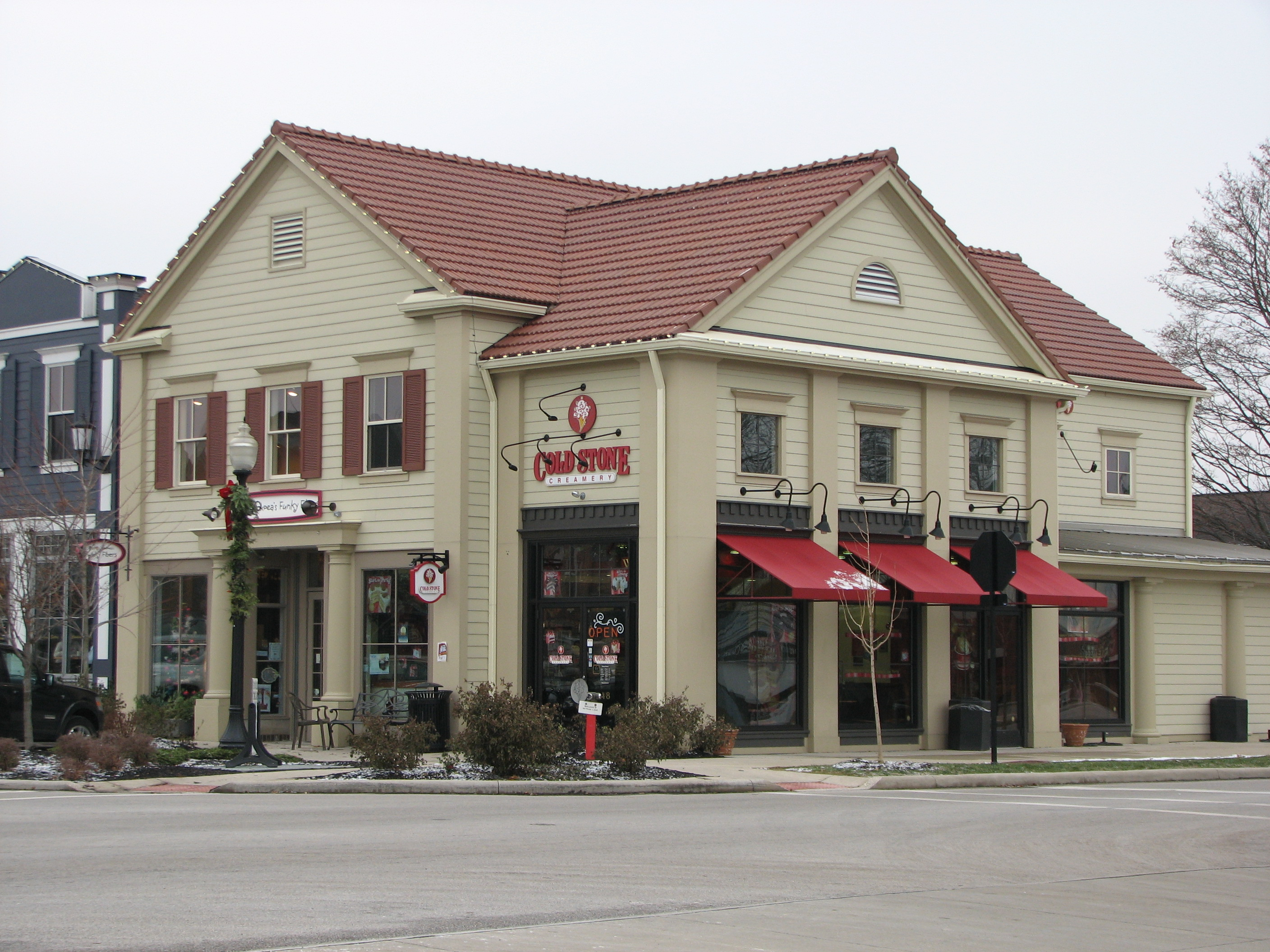
오하이오주에 있는 콜드스톤

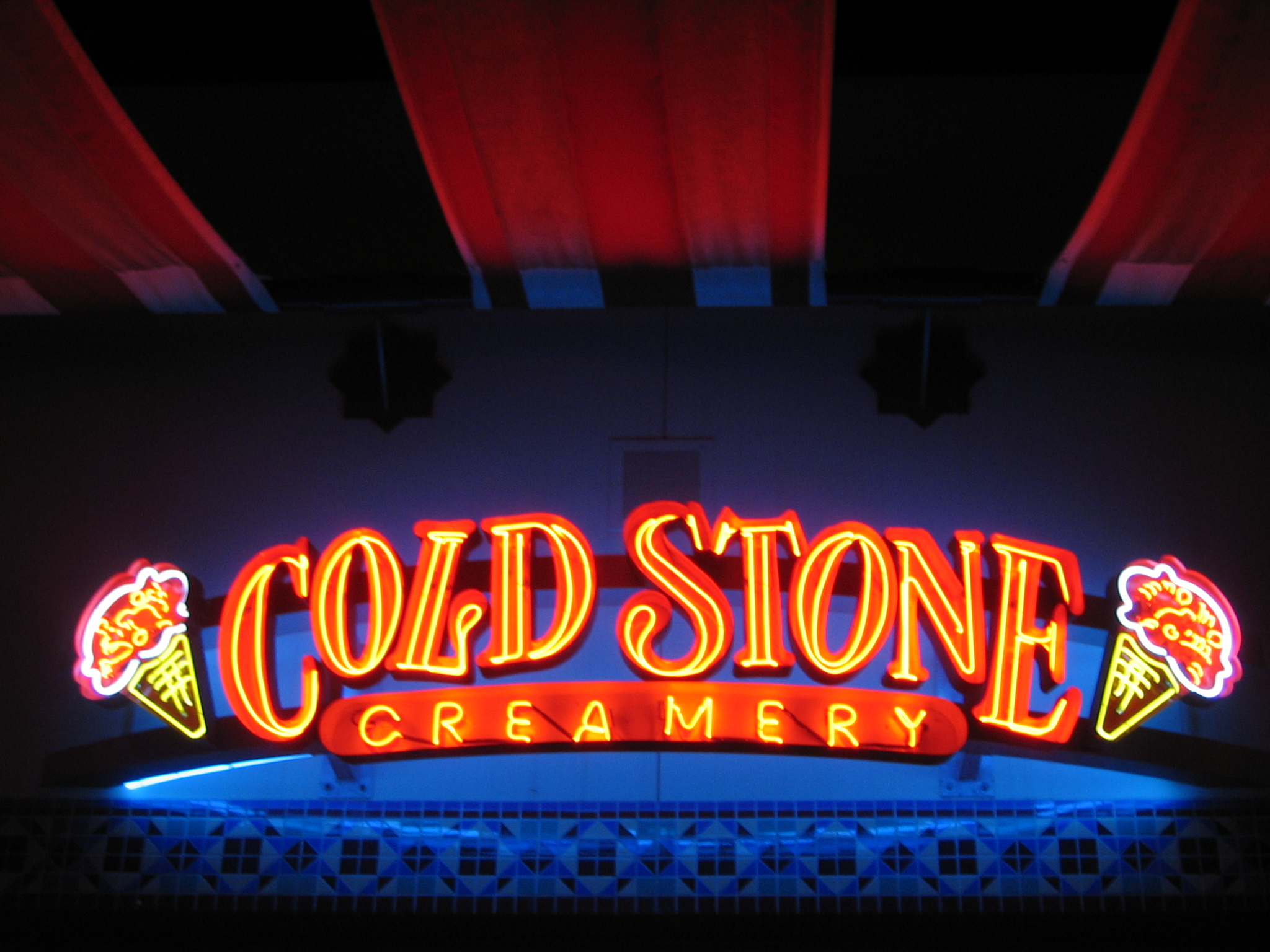
캘리포니아주 어바인의 콜드스톤 네온 간판

콜드스톤(Cold Stone Creamery)은 미국 애리조나주 스코츠데일에 본사를 두고 있는 아이스크림 전문 체인점이다. 이 브랜드는 1988년에 템피에서 설립되었으며, 돌판 위에서 여러 종류의 아이스크림을 과일 등과 섞어주는 제조 방식으로 유명하다.
대한민국에는 2006년에 CJ푸드빌을 통해서 들어왔으나, 2015년 12월 20일을 끝으로 철수하였다. 이후, 2018년 4월 26일 커피빈을 운영하는 스타럭스를 통해 다시 대한민국에 들어왔으며, 이대역 부근에 처음으로 오픈하였다.
캐나다에서는 2009년부터 2014년까지 팀홀튼과 함께 파트너십 매장을 운영한 적이 있다.